# Desigualdad de Harnack
En matemáticas, la desigualdad de Harnack es una desigualdad relacionando los valores de una función armónica positiva a dos puntos, introdujo por A. Harnack (1887). J. Serrin (1955) y J. Moser (1961, 1964) generalizó Harnack desigualdad en soluciones de elíptica o ecuaciones diferenciales parciales parabólicas. La solución de Perelman de la conjetura de Poincaré utiliza una versión de la desigualdad de Harnack, que se encuentra por R. Hamilton (1993), por el flujo de Ricci. La desigualdad de Harnack se utiliza para demostrar el principio de Harnack sobre la convergencia de sucesiones de funciones armónicas. La desigualdad de Harnack también se puede utilizar para mostrar la regularidad interior de soluciones débiles de ecuaciones diferenciales parciales.

## Declaración
La desigualdad de Harnack aplica a una función no-negativa f definida en una bola cerrada en R n con radios R y centro x 0 . Declara que, si f es continuo en el balón cerrada y armónica en su interior, entonces para cualquier punto x con | x - x 0 | = R < R
{\displaystyle \displaystyle {{1-(r/R) \over [1+(r/R)]^{n-1}}f(x_{0})\leq f(x)\leq {1+(r/R) \over [1-(r/R)]^{n-1}}f(x_{0}).}}
En el plano {\displaystyle \mathbb {R} ^{n}} (n= 2) la desigualdad puede ser escrita:
{\displaystyle {R-r \over R+r}f(x_{0})\leq f(x)\leq {R+r \over R-r}f(x_{0}).}
Para dominios generales {\displaystyle \Omega } en {\displaystyle \mathbf {R} ^{n}} la desigualidad puede ser declarada así: si {\displaystyle \omega } es un dominio delimitado y {\displaystyle {\bar {\omega }}\subset \Omega }, entonces existe un constante {\displaystyle C} tal que
{\displaystyle \sup _{x\in \omega }u(x)\leq C\inf _{x\in \omega }u(x)}
para cada función dos veces diferenciable, armónica y no-negativa {\displaystyle u(x)}. La constante {\displaystyle C} es independiente de {\displaystyle u}; sólo depende de los dominios {\displaystyle \Omega } y {\displaystyle \omega }.

## Prueba de la desigualdad de Harnack en una bola
Por fórmula de Poisson:
{\displaystyle \displaystyle {f(x)={1 \over \omega _{n-1}}\int _{|y-x_{0}|=R}{R^{2}-r^{2} \over R|x-y|^{n}}\cdot f(y)\,dy,}}
donde {\displaystyle \omega _{n-1}} es el área de la esfera unitaria en {\displaystyle \mathbb {R} ^{n}} y r = |x - x0|.
dado que
{\displaystyle \displaystyle {R-r\leq |x-y|\leq R+r,}}
el núcleo en el integrando satisface
{\displaystyle \displaystyle {{R-r \over R(R+r)^{n-1}}\leq {R^{2}-r^{2} \over R|x-y|^{n}}\leq {R+r \over R(R-r)^{n-1}}.}}
La desigualdad de Harnack sigue para sustituir esta desigualdad en la integral anterior y usando el hecho de que la media de una función armónica sobre una esfera es igual a su valor en el centro de la esfera:
{\displaystyle \displaystyle {f(x_{0})={1 \over R^{n-1}\omega _{n-1}}\int _{|y-x_{0}|=R}f(y)\,dy.}}

## Ecuaciones diferenciales parciales elípticas
Las ecuaciones diferenciales parciales elípticas, la desigualdad de Harnack afirma que el supremo de una solución positiva en alguna región abierta conectada está limitada por algunos tiempos constantes el ínfimo, posiblemente con un término agregado que contiene una norma funcional de los datos:
{\displaystyle \sup u\leq C(\inf u+||f||)}
La constante depende del elipticidad de la ecuación y la región abierta conectada.

## Ecuaciones diferenciales parciales parabólicas
Hay una versión de la desigualdad de Harnack por parabólicos lineales de PDE como la ecuación del calor.
sea {\displaystyle {\mathcal {M}}} un dominio sin problemas en {\displaystyle \mathbb {R} ^{n}} y considerar el operador parabólico lineal
{\displaystyle {\mathcal {L}}u=\sum _{i,j=1}^{n}a_{ij}(t,x){\frac {\partial ^{2}u}{\partial x_{i}\,\partial x_{j}}}+\sum _{i=1}^{n}b_{i}(t,x){\frac {\partial u}{\partial x_{i}}}+c(t,x)u}
con coeficientes lisos y acotados y una matriz no degenerada {\displaystyle (a_{ij})}. Supongamos que {\displaystyle u(t,x)\in C^{2}((0,T)\times {\mathcal {M}})} es una solución de
{\displaystyle {\frac {\partial u}{\partial t}}-{\mathcal {L}}u\geq 0} en {\displaystyle (0,T)\times {\mathcal {M}}}
de tal manera que
{\displaystyle \quad u(t,x)\geq 0} en {\displaystyle \quad (0,T)\times {\mathcal {M}}.}
sea {\displaystyle K} un subconjunto compacto de {\displaystyle {\mathcal {M}}} y seleccione {\displaystyle \tau \in (0,T)}. Entonces existe una constante {\displaystyle \quad C>0} (Dependiendo sólo de {\displaystyle K}, {\displaystyle \tau } y los coeficientes de {\displaystyle {\mathcal {L}}}) De tal manera que, para cada {\displaystyle \quad t\in (\tau ,T)},
{\displaystyle \sup _{K}u(t-\tau ,\cdot )\leq C\inf _{K}u(t,\cdot ).\,}